# 2A busz (Pécs)

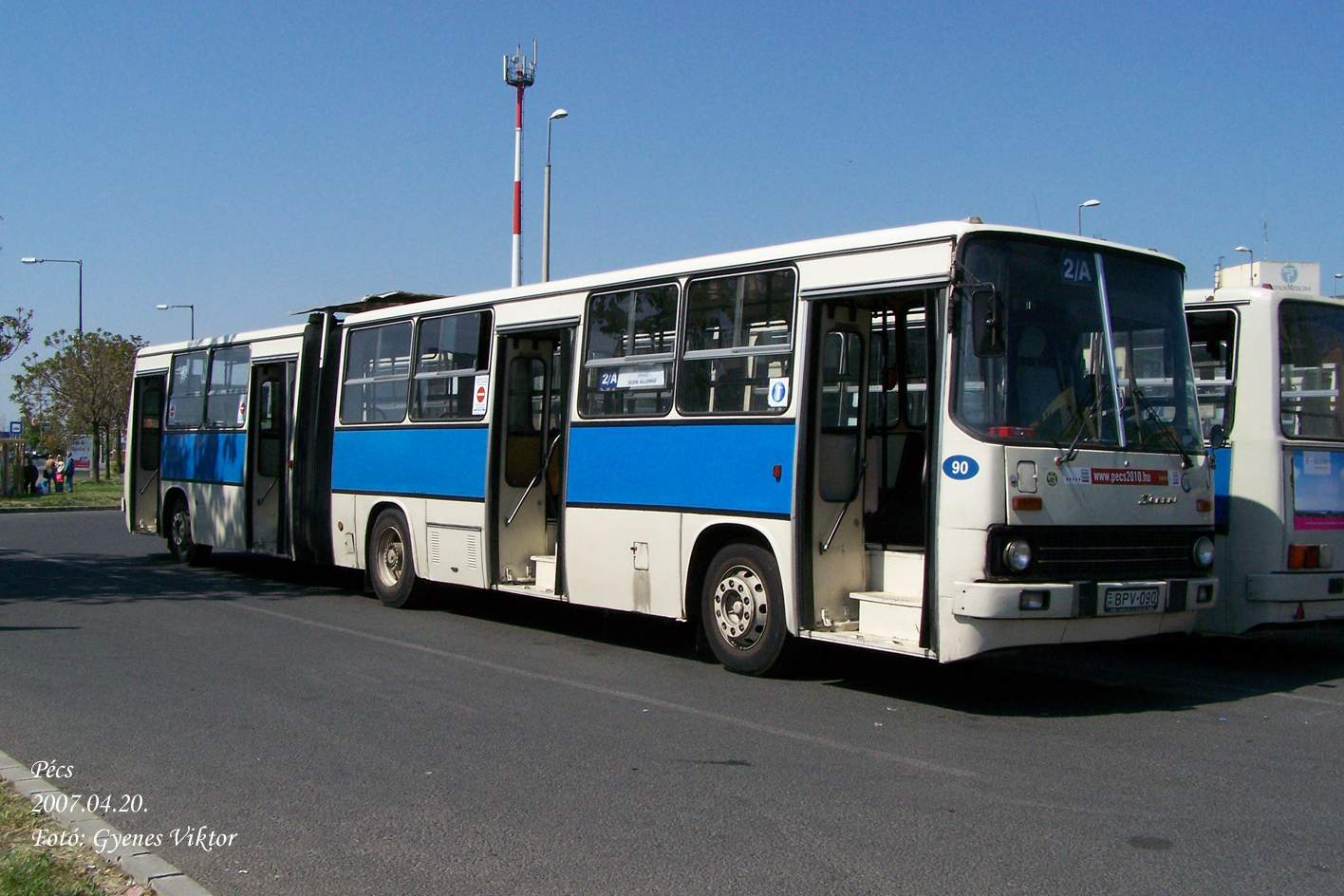
Ikarus 280-as 2007-ben a 2A vonalon

A pécsi 2A jelzésű autóbusz Uránváros és Fehérhegy között közlekedik. Uránvárosból 36 perc alatt teszi meg Fehérhegyig a 9,9 km-es távot.
2013. június 16-ig Uránváros és Meszes déli csücskében található Budai Állomás között közlekedett. Ez a járat a 2-es betétjárata volt, csak a reggeli, valamint a délutáni csúcsidőben közlekedett 12 percenként. A 2-es járat a legforgalmasabb Pécsett, kelet–nyugat irányban átszeli a várost. A járatcsalád a legforgalmasabb uránvárosi megállókat érintve halad a Belváros felé, ahol szintén a legforgalmasabb megállókat ejti útba. Gyakorlatilag olyan útvonalon halad, amely közel esik az uránvárosi utazóközönség kedvelt úti céljaihoz. A Belváros után, az EKF kulturális negyedét érintve érkezett a Budai Állomáshoz, ahol fordult. 58 perc alatt ért vissza a járat Uránvárosba a 17 km-es távon.

## Története
1969-ben indították a 28-as járatot a Budai Állomásig. Funkciója ugyanaz volt, mint jelenleg, tehermentesíteni a 2-es vonalat. 1987. január 1-jétől új számozási rendszer keretén belül kapta a 2/A jelzését.
2013 júniusáig szállított délelőttönként és délutánonként is utasokat, 2013 júniusától csupán 3 reggeli járat közlekedik a Budai Állomásról, melyek a 2-es járat menetrendjébe lettek integrálva.
2013. szeptember 1. - 2014. január 31. között nem közlekedett. A vonalhálózati átalakítás után 2014. február 1-jétől a Mecsekszabolcsig meghosszabbított 2-es járat régi fordulójáig, Fehérhegyig közlekedik. A reggeli, illetve a délutáni csúcsidőszakban a járatok a Hősök teréig közlekednek.

## Útvonala
| Uránváros → Árkád → Budai Állomás → Fehérhegy (→ Hősök tere) | (Hősök tere →) Fehérhegy → Budai Állomás → Árkád → Uránváros |
| --- | --- |
| Uránváros – Ürögi sor – Makay István út – Esztergár Lajos utca – Ybl Miklós utca – Építők útja – Tüzér utca – Szigeti út – Hungária utca – Rákóczi út – Rákóczi út – Zsolnay Vilmos utca – Komlói út – Fehérhegy (– Komlói út – Hősök tere – Hősök tere forduló) | (Hősök tere forduló – Hősök tere – Komlói út –) Fehérhegy – Komlói út – Zsolnay Vilmos utca – Rákóczi út – Rákóczi út – Hungária utca – Szigeti út – Tüzér utca – Építők útja – Ybl Miklós utca – Esztergár Lajos utca – Makay István út – Ürögi sor – Uránváros |

## Megállóhelyei nappal
| 2A (Uránváros – Fehérhegy (– Hősök tere)) |                               |          | | |
| Perc (↓)                                  | Megállóhely                   | Perc (↑) | Megállóhelyet érintő járatok | Létesítmények |
| 0                                         | Uránváros végállomás          | 35       | 1, 2, 2A, 2E, 4, 4Y, 21, 21A, 22, 23, 23Y, 24, 25, 25A, 26, 26A, 27, 27Y, 28, 28A, 28Y, 29, 102, 102Y, 104, 104A, 104E, 104Y, 107E, 121 · Helyközi autóbuszok                                                                                   | Tesco, Autóbusz-állomás, Gyógyszertári Központ                                                                         |
| 2                                         | Olympia Üzletház              | 33       | 1, 2, 2A, 2E, 4, 4Y, 21, 21A, 22, 23, 23Y, 24, 102, 102Y, 104, 104A, 104E, 104Y, 121 | Olympia Üzletház, Bánki Donát Úti Általános Iskola Intézményegység                                                     |
| 4                                         | Mecsek Áruház                 | 31       | 1, 2, 2A, 2E, 4, 4Y, 21, 21A, 22, 23, 23Y, 24, 102, 102Y, 104, 104A, 104E, 104Y, 121 · Helyközi autóbuszok | Mecsek áruház, Bánki Donát Úti Általános Iskola Intézményegység                                                        |
| 6                                         | Kulturális Központ            | 29       | 1, 2, 2A, 2E, 21, 21A, 102, 102Y, 121 | Éltes Mátyás Általános iskola Szakiskola és Kollégium, Pécsi Testnevelési Általános és Középiskola, Sportiskola (TÁSI) |
| 8                                         | Tüzér utca                    | 27       | 1, 2, 2A, 2E, 21, 21A, 55, 102, 102Y, 121 | Szociális Otthon |
| 10                                        | Egyetemváros                  | 24       | 2, 2A, 2E, 25, 26, 26A, 27, 27Y, 28, 28A, 28Y, 29, 55, 102, 102Y, 107E | PTE Általános Orvostudományi Kar, 400 ágyas klinikatömb                                                                |
| 11                                        | Rókus utca                    | 23       | Rókus utca | Haema Plasma plazma központ, Pécsi Magasház                                                                            |
| 11                                        | Petőfi utca                   | 22       | 2, 2A, 2E, 25, 26, 26A, 27, 27Y, 28, 28A, 28Y, 29, 37, 46, 47, 55, 102, 102Y, 107E, 109E | Városi könyvtár, Pécsi Magasház                                                                                        |
| 13                                        | Kórház tér                    | 20       | 2, 2A, 2E, 25, 26, 26A, 27, 27Y, 28, 28A, 28Y, 29, 30, 31, 32, 32Y, 34, 34Y, 35, 35Y, 36, 37, 44, 46, 47, 102, 102Y, 103, 107E, 109E, 130 | Megyei Kórház, Jakováli Hasszán dzsámija, Hotel Pátria                                                                 |
| 15                                        | Zsolnay-szobor                | 18       | 2, 2A, 2E, 3, 3E, 6, 6E, 7, 7Y, 8, 13Y, 14, 14Y, 22, 23, 23Y, 24, 25, 26, 26A, 27, 27Y, 28, 28A, 28Y, 29, 30, 31, 32, 32Y, 34, 34Y, 35, 35Y, 36, 37, 38, 38Y, 39, 40, 44, 46, 47, 73, 73Y, 102, 102Y, 103, 107E, 109E, 130, 140                 | Postapalota, OTP, ÁNTSZ, Megyei Bíróság, Zsolnay-szobor                                                                |
| 17                                        | Árkád                         | 16       | 2, 2A, 2E, 3, 3E, 4, 4Y, 6, 6E, 7, 7Y, 8, 13, 13E, 13Y, 14, 14Y, 15, 15A, 22, 23, 23Y, 24, 25, 26, 26A, 27, 27Y, 28, 28A, 28Y, 29, 30, 33, 38, 38Y, 39, 40, 60, 60Y, 73, 73Y, 102, 102Y, 103, 104, 104A, 104E, 104Y, 107E, 109E, 130, 130A, 140 | Árkád, Konzum, Anyakönyvi Önkormányzat, NAV                                                                            |
| 19                                        | 48-as tér                     | 14       | 2, 2A, 2E, 4, 4Y, 13, 13E, 13Y, 14, 14Y, 15, 15A, 20, 21, 21A, 30Y, 60, 60A, 60Y, 102, 102Y, 104, 104A, 104E, 104Y, 121 · Helyközi autóbuszok · Pécs-Külváros                                                                                   | Egyetemi kollégium, Egyesített Egészségügyi Intézmény kirendeltsége, EKF kulturális negyed                             |
| 21                                        | Zsolnay Negyed                | 12       | 2, 2A, 4, 4Y, 13, 13E, 13Y, 14, 14Y, 15, 15A, 20, 21, 21A, 30Y, 60, 60A, 60Y, 102, 102Y, 104, 104A, 104E, 104Y, 121 | Balokány-liget, Zsolnay porcelángyár, EKF kulturális negyed                                                            |
| 24                                        | Mohácsi út                    | 10       | 2, 2A, 4, 4Y, 13, 13E, 13Y, 14, 14Y, 15, 15A, 20, 21, 21A, 25, 26, 30Y, 60, 60A, 60Y, 102, 102Y, 104, 104A, 104E, 104Y, 121 · Helyközi autóbuszok                                                                                               | ATI, Autóklub |
| 24                                        | Gyárvárosi templom            | 10       | 2, 2A, 4, 4Y, 13, 13E, 13Y, 14, 14Y, 15, 15A, 25, 26, 26A, 30Y, 60, 60A, 60Y, 102, 102Y, 104, 104A, 104E, 104Y | ATI, Autóklub |
| 27                                        | Mohácsi út                    | 8        | 2, 2A, 4, 4Y, 13, 13E, 13Y, 14, 14Y, 15, 15A, 20, 21, 21A, 25, 26, 30Y, 60, 60A, 60Y, 102, 102Y, 104, 104A, 104E, 104Y, 121 · Helyközi autóbuszok                                                                                               | Gyárvárosi templom, Szieberth Róbert Általános Iskola és Alapfokú Művészetoktatási Intézmény                           |
| 29                                        | Budai Állomás                 | 6        | 2, 2A, 2E, 4, 4Y, 12, 13, 13E, 13Y, 14, 14Y, 15, 15A, 16, 25, 26, 26A, 30Y, 60, 60A, 60Y, 102, 102Y, 104, 104A, 104E, 104Y · Helyközi autóbuszok                                                                                                | Autóbusz-állomás |
| 31                                        | Budai vám                     | 5        | 2, 2A, 2E, 4, 12, 60, 60A · Helyközi autóbuszok | |
| 33                                        | Meszesi iskola                | 4        | 2, 2A, 2E, 4, 12, 60, 60A | Budai Városkapu Iskola                                                                                                 |
| 34                                        | Kőrös utca                    | 2        | 2, 2A, 2E, 4, 12, 60, 60A | |
| 35                                        | Meszes                        | 1        | 2, 2A, 2E, 4, 12, 60, 60A | |
| 36                                        | Fehérhegy végállomás          | 0        | 2, 2A, 2E, 4, 12, 60, 60A · Helyközi autóbuszok | |
| +2                                        | Bánomi út                     | +2       | 2A, 4, 12, 60A · Helyközi autóbuszok | |
| +3                                        | Ibolya utca                   | +3       | 2A, 4, 12, 60A | |
| ∫                                         | Hősök tere                    | +4       | 2A, 4, 12, 60A · Helyközi autóbuszok | |
| +5                                        | Hősök tere forduló végállomás | +5       | 2A, 4 | |

## Megállóhelyei éjszaka
| 2A (Uránváros – Fehérhegy) |                      |          |                        | |
| Perc (↓)                   | Megállóhely          | Perc (↑) | Átszállási kapcsolatok | Létesítmények |
| 0                          | Uránváros végállomás | 35       | 926                    | Tesco, Autóbusz-állomás, Gyógyszertári Központ                                                                         |
| 2                          | Olympia Üzletház     | 33       |                        | Olympia Üzletház, Bánki Donát Úti Általános Iskola Intézményegység                                                     |
| 4                          | Mecsek Áruház        | 31       |                        | Mecsek áruház, Bánki Donát Úti Általános Iskola Intézményegység                                                        |
| 6                          | Kulturális Központ   | 29       |                        | Éltes Mátyás Általános iskola Szakiskola és Kollégium, Pécsi Testnevelési Általános és Középiskola, Sportiskola (TÁSI) |
| 8                          | Tüzér utca           | 27       |                        | Szociális Otthon |
| 10                         | Egyetemváros         | 25       |                        | PTE Általános Orvostudományi Kar, 400 ágyas klinikatömb                                                                |
| 11                         | Rókus utca           | 24       |                        | Haema Plasma plazma központ, Pécsi Magasház                                                                            |
| 11                         | Petőfi utca          | 23       |                        | Városi könyvtár, Pécsi Magasház                                                                                        |
| 13                         | Kórház tér           | 21       | 932                    | Megyei Kórház, Jakováli Hasszán dzsámija, Hotel Pátria                                                                 |
| 15                         | Zsolnay-szobor       | 19       | 932, 940, 973          | Postapalota, OTP, ÁNTSZ, Megyei Bíróság, Zsolnay-szobor                                                                |
| 17                         | Árkád                | 17       | 913, 932, 940, 973     | Árkád, Konzum, Anyakönyvi Önkormányzat, NAV                                                                            |
| 19                         | 48-as tér            | 15       | 913                    | Egyetemi kollégium, Egyesített Egészségügyi Intézmény kirendeltsége, EKF kulturális negyed                             |
| 21                         | Zsolnay Negyed       | 13       | 913                    | Balokány-liget, Zsolnay porcelángyár, EKF kulturális negyed                                                            |
| 24                         | Mohácsi út           | 11       | 913                    | ATI, Autóklub |
| 25                         | Gyárvárosi templom   | 10       | 913                    | ATI, Autóklub |
| 27                         | Mohácsi út           | 8        | 913                    | Gyárvárosi templom, Szieberth Róbert Általános Iskola és Alapfokú Művészetoktatási Intézmény                           |
| 29                         | Budai Állomás        | 6        | 913                    | Autóbusz-állomás |
| 31                         | Budai vám            | 5        |                        | |
| 33                         | Meszesi iskola       | 4        |                        | Budai Városkapu Iskola                                                                                                 |
| 34                         | Kőrös utca           | 2        |                        | |
| 35                         | Meszes               | 1        |                        | |
| 36                         | Fehérhegy végállomás | 0        |                        | |